# Hungerspelen (bokserie)
Hungerspelen (originaltitel: The Hunger Games) är en dystopisk bokserie skriven av den amerikanska författaren Suzanne Collins. Den är utgiven av förlaget Scholastic och en svensk översättning gavs ut av Bonnier Carlsen. Böckerna har publicerats både i kartonnage och pocketupplagor under Månpocket i Sverige. De har även lästs in som ljudböcker av skådespelaren Rebecka Hemse. 
Serien bestod ursprungligen av tre böcker som utgör en trilogi: Hungerspelen (2008), Fatta eld (2009) och Revolt (2010). Handlingen berättas i dessa i första person av Katniss Everdeen som bor i ett futuristiskt samhälle präglat av total social kontroll, där de fattiga lever i tolv (ursprungligen tretton) olika distrikt belägna i det fiktiva landet Panem i Nordamerika. Hon tar sin systers plats efter att systern blivit slumpmässigt vald i den årliga "hungerspelen", vars syfte är att slåss till döds i direktsänd tv mot andra utvalda deltagare från distrikten, tills bara en segrare återstår. 
Senare har serien utökats med två stycken ’föregångare’ (eng: prequels). I maj 2020 släpptes Balladen om sångfåglar och ormar, som utspelar sig 64 år innan händelserna i trilogin. En andra föregångare med namnet Sunrise on the Reaping, som utspelar sig 24 år innan trilogin, släpptes den 18 mars 2025.
Serien har blivit framgångsrik internationellt med över 100 miljoner exemplar sålda och fem filmatiseringar: The Hunger Games, Catching Fire, Mockingjay – Part 1,  Mockingjay – Part 2 och The Ballad of Songbirds and Snakes. En film baserad på Sunrise on the Reaping väntas ha biopremiär 2026.

## Bakgrund
Enligt Collins fann hon inspiration från tävlingsdokusåpor och krigsreportage, dessa två ting blev på ett "oroande sätt" startskottet för tillkomsten av Hungerspelen. Andra inspirationskällor var den grekiska berättelsen om Theseus kamp med Minotauros och skildringar ur gladiatorspelen.